# GEOnet Names Server
El GEOnet Names Server (GNS o "Servidor de Nombres de GEOnet") proporciona acceso a la base de datos de nombres de características geográficas y ubicaciones para localizaciones fuera de los Estados Unidos de la National Geospatial-Intelligence Agency, (NGA, "Agencia Nacional de Inteligencia-Geoespacial") y de la United States Board on Geographic Names (BGN, "Junta de los Estados Unidos sobre Nombres Geográficos"). La base de datos también contiene referencias cruzadas, de gran utilidad para determinadas búsquedas.
Esta base de datos es el repositorio oficial de las decisiones aprobadas por la BGN sobre los nombres de los lugares extranjeros. Aproximadamente se llegan a actualizar mensualmente 20.000 características de la base de datos. La base de datos no elimina nunca una entrada, "salvo en casos de duplicación obvia".